# 판소리 복서
"판소리 복서"는 2019년에 개봉한 대한민국의 영화이다.

## 캐스팅
- 엄태구 : 병구 역
- 이혜리 : 민지 역
- 김희원 : 박관장 역
- 최준영 : 교환 역
- 이설 : 지연 역
- 최덕문 : 장 사장 역
- 고승보 : 승보 역
- 임한빈 : 한빈 역
- 손석배 : 구멍가게 강씨 역
- 손영순 : 교환할머니 역
- 임성미 : 의사 / 인터뷰어 역
- 송하림 : A/S기사 역
- 이주원 : 임 관장 역
- 최혁일 : 취객 역
- 최응산 : 경기 심판 역
- 김민체 : 지연 모 역
- 유성주 : 수의사 역
- 원근희 : 사진관주인 역
- 장선 : 복싱협회직원 역
- 박병철 : 계체량진행자 역
- 나경진 : 간호사 1 역
- 김이정 : 간호사 2 역
- 신창수 : 황소체육관관장 역
- 이홍내 : 황소체육관코치 역
- 유창숙 : 민지할머니 역
- 임마리아 : 민지 모 역
- 김한준 : 도핑뉴스기자 역
- 김시윤 : 경기진행요원 역
- 김미나 : 알바생 역
- 신주협 : 민지전남친 역
- 이우현 : 친구 1 역
- 안재현 : 친구 2 역
- 이정은 : 세탁소 주인 역
- 이정민 : 계체량 스틸기사 역
- 박다열 : 고수 역
- 최호림 : 취객 1 역
- 권혁성 : 불새체육관 관원 9 역
- 이민재 : 경기장 의료진 1 역

## 수상 목록
- 제20회 전주국제영화제 (2019년) 한국경쟁
- 제7회 들꽃영화상 (2020년) 수상 남우주연상 (엄태구), 음악상(장영규)

## 같이 보기
- 2019년 대한민국의 영화 목록